# Sierning (Gemeinde Sierning)
Sierning ist mit seinem Ortsteil Frauenhofen ein Ort im Unteren Steyrtal im Traunviertel von Oberösterreich, wie auch Hauptort, Ortschaft und Katastralgemeinde der Gemeinde Sierning im Bezirk Steyr-Land.

## Geographie

### Ort Sierning
Der Marktort Sierning befindet sich 9 Kilometer westlich von Steyr. Er liegt am Südrand der Traun-Enns-Platte auf einer Terrasse über der unteren Steyr, auf um die 370 m ü. A. Höhe. Der Ort bildet sich aus den beiden gänzlichen verschmolzenen Ortslagen Sierning um die Kirche und Frauenhofen im Süden, und ist mit den Orten Paichberg, Neidberg und Obergründberg im Norden auch schon weitgehend zusammengewachsen.
| Paichberg                                    | Neidberg                                    | Obergründberg Neuzeug |
| Unterhilbern Pesendorf (Gem. Waldneukirchen) | Kompassrose, die auf Nachbargemeinden zeigt |                       |
|                                              | Hausleiten                                  | Steinfeld             |

### Katastralgemeinde Sierning
Die Katastralgemeinde Sierning mit 684,8 Hektar erstreckt sich von der Terrassenkante oberhalb von Neuzeug bis an die Gemeindegrenze im Hametwald. Der dortige Graben gehört zum Seilerbach (Vallabach), der über Schiedlberg zur Krems geht. Dazu gehören auch die Ortslagen Paichberg und Neidberg.
Der Katastralgemeinde entsprechen die beiden Zählsprengel Sierning-Nord und Sierning-Süd. Bis 2010 entsprach sie der Ortschaft Sierning, eine von seinerzeit neun Ortschaften.
| Droissendorf (Gem. Schiedlberg)         | Thanstetten (Gem. Schiedlberg)              | Gründberg     |
| Hilbern Pesendorf (Gem. Waldneukirchen) | Kompassrose, die auf Nachbargemeinden zeigt | Sierninghofen |
| Steinersdorf (Gem. Waldneukirchen)      | Pichlern                                    | Neuzeug       |

### Ortschaft Sierning
Die Ortschaft Sierning hat etwa  4000 Einwohner, circa die Hälfte der Gemeinde.
Seit 2010 werden in der Gemeinde nurmehr zwei Ortschaften geführt, Sierning und Neuzeug. Die alte Ortschaft entsprach der Katastralgemeinde.

## Geschichte und Infrastruktur
Einige Streufunde im Raum legen nahe, dass das Gebiet bereits von den Römern besiedelt wurde.
Der Ortsname ist slawischer Herkunft und kommt von *Crnica, entweder aus *čЪrnicЪ, zu modern slowenisch črn ‚schwarz‘, oder *zЪrnicЪ zu altslawisch zirû ‚Weide[land]‘, mit -ica als allgemeine Flur- oder Flussnamenbildung mit Verkleinerungsform. Die Übertragung wäre also ‚Wiesen-‘ oder ‚Schwarzbach‘ – wohl für den heutigen Sierninger Bach – respektive ‚Wiesen-‘ oder ‚Schwarzau‘.
Er ist als Sirnicha in der Stiftung für das Kloster Kremsmünster durch Herzog Tassilo 777 urkundlich, in der die Benediktiner dreißig Slawen und das von ihnen gerodete Land übertragen bekamen. Diese Slawen kamen von Dietach, und hatten hier in der Gegend (der späteren Slavendekanie) in Eigeninitiative Land urbar gemacht.
Der Ortsname ist ein unechter -ing-Name (diese sind frühe bairische Wohnstättennamen, durchwegs zu einer Person), „Sierning“ ist eine spätere Angleichung (14. Jh. Syerninch).
Es wird anfangs der Flurname gewesen sein, die beiden Althöfe von um 800 sind Sierninghofen und Frauenhofen, im Laufe des frühen 9. Jahrhunderts kamen Neidberg und Paichberg dazu.
Frauenhofen ist noch um 1313 als Vronhoven, also ‚Fron-Hof‘, urkundlich, war also der herrschaftliche Verwaltungssitz (Herrenhof).
1459 erscheint Fraunhofen, wohl eine Umdeutung, weil dieser Hof dann dem Benediktinerinnenkloster Traunkirchen gehörte. 1347 sind 34 zum Amt Traunkirchen gehörige Häuser genannt.
Der Name Fraunhofen gilt bis in das 19. Jahrhundert.
Schon für das 8. Jahrhundert wird hier eine erste Missionskirche angenommen, und Grabstätten dieser Zeit sind in Frauenhofen (Frauenhofenweg bei Hausleiten)  ebenso nachgewiesen wie in Paichberg (Hühnerleitenstraße) und Sierninghofen (Schottergrube).
Vor 985/991 (Erwähnung in der Synode von Mistelbach) erfolgte durch das Bistum Passau auch die Gründung einer eigenen Pfarre, einer bedeutenden Mutterpfarre etlicher weiterer Kirchen im östlichen Traunviertel. Im Mittelalter verlief hier ein wichtiger Salzhandelsweg, die „Salzstraße“, von Gmunden im Salzkammergut her ostwärts. Bedeutendere Bauphasen der Pfarrkirche datieren um 1000 und in das 14. Jahrhundert. 1588 wurde der Pfarrhof in ein Renaissance-Schlössel, das heutige Schloss Sierning, umgebaut.
1588 (Zweiter Bauernaufstand), 1611 (Einfall des Passauer Kriegsvolks) und 1626 (Bauernkrieg des Fadinger) war der Ort in Kriegshandlungen involviert.
In den 1830ern wurde die Steuergemeinde Sierning geschaffen. Mit Schaffung der Ortsgemeinden 1848/49 wurde der Ort Sierning 1851 Hauptort der neuen politischen Gemeinde.
Noch Ende des 19. Jahrhunderts waren Sierning und Frauenhofen zwei wenig entfernte aber getrennte kleine Orte, Sierning als Kirchweiler um die Stephanskirche und an der Steyrer und Schiedlberger Straße, und Frauenhofen mit dem Ortskern um den Forsthof an der Bad Haller Straße. 1891 wurde hier die Flügelstrecke Pergern–Bad Hall der Steyrtalbahn erbaut, eine Schmalspurstrecke, die die Rudolfsbahn im Ennstal und die Kremstalbahn verband. Sierning erhielt einen Bahnhof (Bereich Bahnhofstraße/Wallernstraße).
Mit der Entwicklung der Industrie in Steyr ab dieser Zeit setzte auch in Sierning eine intensivere Ortsentwicklung ein. Um 1900 hatte die Ortschaft noch 250 Gebäude mit um die 2000 Einwohnern gehabt, um 1960 über 400 Gebäude, um 2000 über 800 Gebäude.
1933 wurde die Teilstrecke Sierning–Bad Hall stillgelegt und Anfang der 1940er Jahre zwecks Materialgewinnung abgetragen.
1967 wurde dann auch das Reststück der Flügelstrecke (Pergern–Sierning) eingestellt, an die Bahnlinie erinnert heute die Bahnhofsstraße.
1973–1983 entstand die Umfahrung Sierning, mit der die B122 Voralpen Straße in einem großen Rechtsbogen südlich von Sierning-Frauenhofen vorbeiführt. Mit ihr wurde auch die B140 Steyrtal Straße angebunden, sie setzt sich in der zeitgleich entstandenen Umfahrung Sierninghofen Richtung Steyr fort.
2010 wurde die Gemeinde neu gegliedert und die Ortschaft Sierning ausgeweitet.
2010 entstand auch die Westumfahrung Sierning, mit der Anbindung der Schiedlberger Straße (L 1372) bis Paicherg, womit der Ortskern heute frei von Durchzugsverkehr ist.

## Persönlichkeiten
Söhne und Töchter der Gemeinde
- Theresia Helm, verehel. Bruckner (* 1801; † 1860), Mutter des Komponisten Anton Bruckner.